# Sorin Trofin
Ionel Sorin Trofin (ur. 31 stycznia 1976 w Bălanie) – rumuński piłkarz grający na pozycji pomocnika. W swojej karierze rozegrał 2 mecze w reprezentacji Rumunii.

## Kariera klubowa
Karierę piłkarską Trofin rozpoczął w klubie Petrolul Moineşti. W 1996 roku awansował do kadry pierwszego zespołu. W sezonie 1996/1997 zadebiutował w nim w drugiej lidze rumuńskiej. W 1997 roku przeszedł do pierwszoligowego FCM Bacău. Zadebiutował w nim 8 listopada 1997 w przegranym 1:2 wyjazdowym meczu z Rapidem Bukareszt. W sezonie 1999/2000 stał się podstawowym zawodnikiem FCM Bacău. W sezonie 2002/2003 był wypożyczony do Farulu Konstanca. W sezonie 2005/2006 spadł z FCM Bacău do drugiej ligi. W sezonie 2007/2008 występował w Dacii Mioveni, w której zakończył karierę.
| Sezon   | Klub              | Kraj    | Rozgrywki | Mecze | Bramki |
| ------- | ----------------- | ------- | --------- | ----- | ------ |
| 1996/97 | Petrolul Moineşti | Rumunia | Divizia B | 29    | 1      |
| 1997/98 | Petrolul Moineşti | Rumunia | Divizia B | 13    | 3      |
| 1997/98 | FCM Bacău         | Rumunia | Divizia A | 16    | 3      |
| 1998/99 | FCM Bacău         | Rumunia | Divizia A | 15    | 1      |
| 1999/00 | FCM Bacău         | Rumunia | Divizia A | 32    | 1      |
| 2000/01 | FCM Bacău         | Rumunia | Divizia A | 30    | 8      |
| 2001/02 | FCM Bacău         | Rumunia | Divizia A | 6     | 0      |
| 2002/03 | Farul Konstanca   | Rumunia | Divizia A | 14    | 1      |
| 2003/04 | FCM Bacău         | Rumunia | Divizia A | 25    | 0      |
| 2004/05 | FCM Bacău         | Rumunia | Divizia A | 25    | 1      |
| 2005/06 | FCM Bacău         | Rumunia | Divizia A | 25    | 1      |
| 2006/07 | FCM Bacău         | Rumunia | Divizia B | 16    | 2      |
| 2007/08 | Dacia Mioveni     | Rumunia | Divizia B | 20    | 1      |

## Kariera reprezentacyjna
W reprezentacji Rumunii Trofin zadebiutował 5 grudnia 2000 roku w przegranym 2:3 towarzyskim meczu z Algierią, rozegranym w Annabie. W kadrze narodowej rozegrał 2 mecze, oba w 2000 roku.